# DJ Culture
DJ Culture is een nummer van het Britse synthpopduo Pet Shop Boys uit 1991. Het verscheen als nieuw nummer op hun verzamelalbum Discography: The Complete Singles Collection.
Volgens Neil Tennant gaat het nummer over hoe dj's onzorgvuldig nummers van andere artiesten sampelen. Tennant vergelijkt dit in het nummer met de oorlogsretoriek van Winston Churchill die president George H.W. Bush gebruikte in diens toespraken met betrekking tot de Golfoorlog van 1990-1991. Deze toespraken waren volgens Tennant onoprecht.
"DJ Culture" werd in een aantal Europese landen een hit. Zo bereikte het de 13e positie in het Verenigd Koninkrijk. In zowel Nederland als Vlaanderen haalde het nummer de hitparades niet.